# Margreth Weivers
Margareta (Margreth) Weivers-Norström, ursprungligen Andersson, född 24 juli 1926 i Sankt Görans församling i Stockholm, död 3 februari 2021 i Oscars distrikt i Stockholm, var en svensk skådespelare.

## Biografi
Weivers studerade vid Calle Flygare Teaterskola 1942–1944. Efter studierna var hon engagerad vid Hippodromen och Malmö stadsteater med flera teatrar. 1953 kom Weivers till Norrköping-Linköping stadsteater, där hon sedan tillhörde den fasta ensemblen fram till 1980. Margreth Weivers sista teaterroll var Fästmön i August Strindbergs Spöksonaten i regi av Ingmar Bergman på Dramaten 2000.
Hon filmdebuterade 1943 i När ungdomen vaknar och medverkade även i flera TV-serier som Varuhuset (1987–1988) och Solbacken: Avd. E (2003). Margreth Weivers medverkade i långt över 100 produktioner.

### Privatliv
Weivers var gift med skådespelaren Bertil Norström från 1947 fram till hans död 2012. De hade tillsammans sonen Per Norström, departementsråd vid UD.

## Gröna Lund
Margreth Weivers-Norströms röst används i berg- och dalbanan Kvasten på Gröna Lund.[källa behövs]

## Filmografi i urval
- 1943 – När ungdomen vaknar
- 1946 – Barbacka
- 1948 – Soldat Bom
- 1952 – Åsa-Nisse på nya äventyr
- 1969 – Herkules Jonssons storverk (TV-serie)
- 1970 – En kärlekshistoria
- 1974 – Kvarteret Oron (TV-serie)
- 1979 – Godnatt, jord (TV-serie)
- 1979 – Rädsla (TV-serie)
- 1979 – Till Alfhild
- 1980 – Blomstrande tider
- 1980 – Sverige åt svenskarna
- 1980 – Jackpot
- 1980 – Lycka till (TV-serie)
- 1981 – Hans Christian och sällskapet
- 1982 – Johan är död
- 1981 – Sally och friheten
- 1982 – Zoombie (TV-serie)
- 1983 – Colombe (TV-teater)
- 1983 – Lyckans ost
- 1983 – Öbergs på Lillöga (TV-serie)
- 1983 – Farmor och vår Herre (TV-serie)
- 1983 – Nilla (TV-serie)
- 1983 – Distrikt 5 (TV-serie)
- 1984 – Mannen från Mallorca
- 1984 – Rosen
- 1984 – Taxibilder (TV-serie)
- 1984 – Martin Frosts imperium
- 1985 – En ettas dagbok (TV-serie)
- 1985 – Mask of Murder
- 1985 – En ettas dagbok (TV-serie)
- 1986 – Femte generationen (TV-serie)
- 1986 – Kulla-Gulla (TV-serie)
- 1986 – Amorosa
- 1986 – I lagens namn
- 1986 – Plötsligt skulle vi skiljas
- 1986 – På liv och död
- 1986 – Kunglig toilette
- 1986 – Sammansvärjningen (TV-serie)
- 1986 – Femte generationen (TV-serie)
- 1987 – Nionde kompaniet
- 1987 – Paganini från Saltängen (TV-serie)
- 1987–1988 – Varuhuset (TV-serie)
- 1987 – Skulden
- 1987 – Saxofonhallicken
- 1987 – Ondskans år (TV-serie)
- 1988 – Det är långt till New York
- 1989 – Dårfinkar och dönickar (TV-serie)
- 1990 – Rosenbaddarna (TV-serie)
- 1991 – Den ofrivillige golfaren
- 1991 – "Harry Lund" lägger näsan i blöt!
- 1992 – Lotta på Bråkmakargatan
- 1993 – Hedda Gabler
- 1993 – Lotta flyttar hemifrån
- 1993 – Kalle och änglarna
- 1993 – Glädjekällan
- 1993 – Kådisbellan
- 1994 – Händerna
- 1994 – Utmaningen
- 1995 – En nämndemans död (TV-serie)
- 1995 – Stannar du så springer jag
- 1995 – Stora och små män
- 1995 – Vendetta
- 1995 – Snoken (TV-serie)
- 1996 – Torntuppen (TV-serie)
- 1998 – Glasblåsarns barn
- 1999 – Jakten på en mördare
- 2000 – Jönssonligan spelar högt
- 2000 – En häxa i familjen
- 2000 – Hundhotellet – En mystisk historia
- 2001 – En förälskelse
- 2003 – Skenbart
- 2003 – Solbacken: Avd. E (TV-serie)
- 2003 – Talismanen (TV-serie)
- 2003 – Tusenbröder (TV-serie)
- 2006 – Sök
- 2006 – Den enskilde medborgaren
- 2006 – Den som viskar (TV-serie)
- 2007 – Beck – Den svaga länken
- 2008 – Persona non grata
- 2009 – De halvt dolda (TV-serie)
- 2009 – Guds tre flickor (TV-serie)
- 2009 – Rosenhill (Novellfilm)
- 2010 – Isolerad

## Teater

### Roller (ej komplett)
| År   | Roll                               | Produktion                                                                                       | Regi                        | Teater                           |
| ---- | ---------------------------------- | ------------------------------------------------------------------------------------------------ | --------------------------- | -------------------------------- |
| 1939 | Ingeborg                           | Kejsaren av Portugallien Selma Lagerlöf                                                          | Rune Carlsten               | Dramaten                         |
| 1951 | Ingenyn                            | Mannen du gav mig (The Country Girl) Clifford Odets                                              | Ingmar Bergman              | Folkparksturné                   |
| 1951 |                                    | Colombe Jean Anouilh                                                                             | Henrik Dyfverman            | Malmö stadsteater                |
| 1953 | Alice Sycamore                     | Komedin om oss människor (You Can't Take It with You) Moss Hart och George S. Kaufman            | Ingrid Luterkort            | Helsingborgs stadsteater         |
| 1953 | Hedvig                             | Vildanden Henrik Ibsen                                                                           | Ingrid Luterkort            | Norrköping-Linköping stadsteater |
| 1953 |                                    | Rödluvan (Rotkäppchen) Robert Bürkner                                                            | Ingrid Luterkort            | Norrköping-Linköping stadsteater |
| 1954 | Christine                          | Kvinnor i skymning (Women of Twilight) Sylvia Rayman                                             | Ingrid Luterkort            | Norrköping-Linköping stadsteater |
| 1954 | Astrid                             | Sagan Hjalmar Bergman                                                                            | Olof Thunberg               | Norrköping-Linköping stadsteater |
| 1954 | Alva Nilsson                       | Litet bo Herbert Grevenius                                                                       | John Zacharias              | Norrköping-Linköping stadsteater |
| 1954 | Julia                              | Tjuvarnas bal (Le Bal des voleurs) Jean Anouilh                                                  | John Zacharias              | Norrköping-Linköping stadsteater |
| 1954 | Alva Nilsson                       | Litet bo Herbert Grevenius                                                                       | Per-Axel Branner            | Nya Teatern                      |
| 1955 | Emily Webb                         | Vår lilla stad (Our Town) Thornton Wilder                                                        | Ingrid Luterkort            | Norrköping-Linköping stadsteater |
| 1955 | Mathilde                           | En nyck (Un caprice) Alfred de Musset                                                            | Ingrid Luterkort            | Norrköping-Linköping stadsteater |
| 1955 | Maud                               | Babels Torn Lars Helgesson                                                                       | Ingrid Luterkort            | Norrköping-Linköping stadsteater |
| 1955 | Irene Molloy                       | Äktenskapsmäklerskan (The Matchmaker) Thornton Wilder                                            | Olof Thunberg               | Norrköping-Linköping stadsteater |
| 1956 | Helena Andersson                   | Vår ofödde son Vilhelm Moberg                                                                    | Kurt-Olof Sundström         | Norrköping-Linköping stadsteater |
| 1956 | Nasse                              | Nalle Puh och hans vänner A.A. Milne                                                             | Bertil Norström             | Norrköping-Linköping stadsteater |
| 1956 | Gwendoline Fairfax                 | Mister Ernest (The Importance of Being Earnest, A Trivial Comedy for Serious People) Oscar Wilde | Ingrid Luterkort            | Norrköping-Linköping stadsteater |
| 1956 | Nora                               | Ett dockhem (Et Dukkehjem) Henrik Ibsen                                                          | Helge Hagerman              | Riksteatern                      |
| 1957 | Margareta Leijonhufvud             | Gustav Vasa August Strindberg                                                                    | John Zacharias              | Norrköping-Linköping stadsteater |
| 1957 | Karen Andre                        | Natten till den 17 januari (Night of January 16th) Ayn Rand                                      | John Zacharias              | Norrköping-Linköping stadsteater |
| 1957 | Olive                              | Sjuttonde dockans sommar (Summer of the Seventeenth Doll) Ray Lawler                             | Johan Falck                 | Helsingborgs stadsteater         |
| 1957 | Statsfrun                          | Nationalmonumentet Tor Hedberg                                                                   | Rolf Carlsten               | Helsingborgs stadsteater         |
| 1957 | Baronessan de Champigny            | Pariserliv (La Vie parisienne) Jacques Offenbach, Henri Meilhac och Ludovic Halévy               | Soini Wallenius             | Helsingborgs stadsteater         |
| 1958 | Johanna                            | Sankta Johanna (Saint Joan) George Bernard Shaw                                                  | Johan Falck                 | Helsingborgs stadsteater         |
| 1958 | Miss Cooper                        | Vid skilda bord (Separate Tables) Terence Rattigan                                               | Åke Engfeldt                | Helsingborgs stadsteater         |
| 1958 | Mrs Dixon                          | Bättre sent än aldrig (It Is Never Too Late) Felicity Douglas                                    | John Zacharias              | Norrköping-Linköping stadsteater |
| 1958 | Drottningen                        | Richard II (The Life and Death of King Richard the Second) William Shakespeare                   | Olof Widgren John Zacharias | Norrköping-Linköping stadsteater |
| 1959 | Borgmästarinnan                    | Den vackra mjölnarfrun (La molinera de Arcos) Alejandro Casona                                   | Sam Besekow                 | Norrköping-Linköping stadsteater |
| 1959 | Jessica                            | Bägge eller ingen (Janus) Carolyn Green                                                          | John Zacharias              | Norrköping-Linköping stadsteater |
| 1959 | Emilie Högqvist                    | Ett resande teatersällskap August Blanche                                                        | Bertil Norström             | Norrköping-Linköping stadsteater |
| 1960 | Fru Elvsted                        | Hedda Gabler Henrik Ibsen                                                                        | Rune Carlsten               | Norrköping-Linköping stadsteater |
| 1960 | Meg                                | Gisslan (The Hostage) Brendan Behan                                                              | Lars Barringer              | Norrköping-Linköping stadsteater |
| 1960 | Agafja Tichonovna                  | Giftermålet (Женитьба,Ženitʼba) Nikolai Gogol                                                    | Sture Ericson               | Norrköping-Linköping stadsteater |
| 1960 | Georgette                          | Äktenskapsskolan (L’École des femmes) Molière                                                    | Rune Carlsten               | Norrköping-Linköping stadsteater |
| 1961 | Alison Porter                      | Se dig om i vrede (Look Back in Anger) John Osborne                                              | Lars Barringer              | Norrköping-Linköping stadsteater |
| 1961 | Elsa Hopson                        | Miss 6 Bertil Norström och Gunnar Hoffsten                                                       | Jackie Söderman             | Norrköping-Linköping stadsteater |
| 1961 | Städerskan                         | Nattkyparen Vilhelm Moberg                                                                       | John Zacharias              | Norrköping-Linköping stadsteater |
| 1961 | Maria                              | Så tuktas en hustyrann (The Woman’s Prize or The Tamer Tamed) John Fletcher                      | Lars Barringer              | Norrköping-Linköping stadsteater |
| 1962 | Judy                               | Hederligt folk (Chuckeyhead Story: a Satirical Extravaganza in Three acts) Paul Vincent Carroll  | Bertil Norström             | Norrköping-Linköping stadsteater |
| 1962 | Fru Maggie                         | Fruar på vift (Le Dindon) Georges Feydeau                                                        | Lars Barringer              | Norrköping-Linköping stadsteater |
| 1962 | Nille                              | Jeppe på berget (Jeppe paa Bierget) Ludvig Holberg                                               | John Zacharias              | Norrköping-Linköping stadsteater |
| 1962 | Louise                             | Loppmarknad Tore Zetterholm och Olle Adolphson                                                   | John Zacharias              | Norrköping-Linköping stadsteater |
| 1963 | Madelon                            | De löjliga mamsellerna (Les Precieuses ridicules) Molière                                        | Lars Gerhard Norberg        | Norrköping-Linköping stadsteater |
| 1963 | Amy Preston                        | Kvinna i morgonrock (Woman In a Dressing-Gown) Ted Willis                                        | John Zacharias              | Norrköping-Linköping stadsteater |
| 1963 | Portvakterskan                     | Ett drömspel August Strindberg                                                                   | Olof Molander               | Norrköping-Linköping stadsteater |
| 1964 | Marie                              | Blå tulpaner (La robe mauve de Valentine) Françoise Sagan                                        | John Zacharias              | Norrköping-Linköping stadsteater |
| 1964 | Nora                               | Ett dockhem (Et Dukkehjem) Henrik Ibsen                                                          | Lars Barringer              | Norrköping-Linköping stadsteater |
| 1964 | Maria (Masja) Sergejevna Prozorova | Tre systrar (Три сeстры, Tri sestry) Anton Tjechov                                               | Lars Barringer              | Norrköping-Linköping stadsteater |
| 1965 | Helena Vävars                      | Tre vita skjortor Walentin Chorell                                                               | Bertil Norström             | Norrköping-Linköping stadsteater |
| 1965 | Madame Dubonnet                    | Boy Friend (The Boy Friend) Sandy Wilson                                                         | Lars Barringer              | Norrköping-Linköping stadsteater |
| 1965 | Poncia                             | Bernardas hus (La casa de Bernarda Alba) Federico García Lorca                                   | Lars-Levi Læstadius         | Norrköping-Linköping stadsteater |
| 1966 | Laura                              | Fadren August Strindberg                                                                         | Ernst Günther               | Norrköping-Linköping stadsteater |
| 1966 | Bojan                              | Mallorca, Mallorca Gunnar Hoffsten och Bertil Norström                                           | John Zacharias              | Norrköping-Linköping stadsteater |
| 1966 | Lilly Hügel                        | De tolv Bengt V. Wall                                                                            | Lars Gerhard Norberg        | Norrköping-Linköping stadsteater |
| 1966 | Bertha                             | Köket (The Kitchen) Arnold Wesker                                                                | Ernst Günther               | Norrköping-Linköping stadsteater |
| 1967 | Claire                             | Balansgång (A Delicate Balance) Edward Albee                                                     | Lars-Levi Læstadius         | Norrköping-Linköping stadsteater |
| 1967 | Medverkande                        | Å vilken härlig fred!, revy Hans Alfredson och Tage Danielsson                                   | Bertil Norström             | Norrköping-Linköping stadsteater |
| 1967 | Fru Page                           | Muntra fruarna i Windsor (The Merry Wives of Windsor) William Shakespeare                        | Lars Gerhard Norberg        | Norrköping-Linköping stadsteater |
| 1968 | Golde                              | Spelman på taket (Fiddler on the Roof) Joseph Stein, Jerry Bock och Sheldon Harnick              | John Zacharias              | Norrköping-Linköping stadsteater |
| 1968 |                                    | ”SOS” eller Sanningen Om Säkerheten Tore Zetterholm                                              | Lars Gerhard Norberg        | Norrköping-Linköping stadsteater |
| 1968 | Mor Courage                        | Mor Courage och hennes barn (Mutter Courage und ihre Kinder) Bertolt Brecht                      | Torsten Sjöholm             | Norrköping-Linköping stadsteater |
| 1969 | Fräulein Schneider                 | Cabaret John Kander, Fred Ebb och Joe Masteroff                                                  | John Zacharias              | Norrköping-Linköping stadsteater |
| 1969 | Dot Cook                           | Den stora dagen (The One Day of the year) Alan Seymour                                           | Lars Gerhard Norberg        | Norrköping-Linköping stadsteater |
| 1969 | Fru von Kläng                      | Den hädangångne (Le défunt) René de Obaldia                                                      | Evert Lindberg              | Norrköping-Linköping stadsteater |
| 1970 | Den gamla pigan                    | Blodsbröllop (Bodas de Sangre) Federico García Lorca                                             | Lars-Erik Liedholm          | Norrköping-Linköping stadsteater |
| 1970 | Uggla                              | Nalle Puh Eric Olsoni                                                                            | Riber Björkman              | Norrköping-Linköping stadsteater |
| 1970 | Fru Sarti                          | Galilei (Leben des Galilei) Bertolt Brecht                                                       | Torsten Sjöholm             | Norrköping-Linköping stadsteater |
| 1970 |                                    | Bland stubbar och troll Staffan Westerberg                                                       | Hans Elfvin                 | Norrköping-Linköping stadsteater |
| 1971 | Fru Roos                           | Sandlådan Kent Andersson                                                                         | Lars Gerhard Norberg        | Norrköping-Linköping stadsteater |
| 1971 | Sarah Kahn                         | Hönssoppa med korngryn (Chicken Soup With Barley) Arnold Wesker                                  | John Zacharias              | Norrköping-Linköping stadsteater |
| 1971 | Eleonora                           | Lavendel Walentin Chorell                                                                        | Bertil Norström             | Norrköping-Linköping stadsteater |
| 1972 |                                    | Den förgyllda lergöken Emil Norlander                                                            | Bertil Norström             | Norrköping-Linköping stadsteater |
| 1972 |                                    | Firma Norström & Weivers Bertil Norström och Margreth Weivers                                    |                             | Norrköping-Linköping stadsteater |
| 1972 |                                    | Vägen till Kanaan Rudolf Värnlund                                                                | Lars Gerhard Norberg        | Norrköping-Linköping stadsteater |
| 1973 | Harriet                            | I blindo (Sticks and Bones) David Rabe                                                           | Hans Elfvin                 | Norrköping-Linköping stadsteater |
| 1973 | Prostinnan                         | Herr Puntila och hans dräng Matti (Herr Puntila und sein Knecht Matti) Bertolt Brecht            | Jan Lewin                   | Norrköping-Linköping stadsteater |
| 1973 |                                    | Kungens rosor Bertil Norström och Lars Gerhard Norberg                                           | Lars Gerhard Norberg        | Norrköping-Linköping stadsteater |
| 1974 | Madame Armfeldt                    | Sommarnattens leende (A Little Night Music) Stephen Sondheim och Hugh Wheeler                    | Torsten Sjöholm             | Norrköping-Linköping stadsteater |
| 1974 | Amanda Wingfield                   | Glasmenageriet (The Glass Menagerie) Tennessee Williams                                          | Bertil Norström             | Norrköping-Linköping stadsteater |
| 1975 | Ljubov Andrejevna                  | Körsbärsträdgården (Вишнёвый сад, Visjnjovyj sad ) Anton Tjechov                                 | Gunnel Lindblom             | Norrköping-Linköping stadsteater |
| 1975 | Anna                               | Kung David Brita Lang                                                                            | Torsten Sjöholm             | Norrköping-Linköping stadsteater |
| 1975 |                                    | Predikare-Lena Tore Zetterholm                                                                   | Lars Gerhard Norberg        | Norrköping-Linköping stadsteater |
| 1976 | Fru Yang                           | Den goda människan från Sezuan (Der gute Mensch von Sezuan) Bertolt Brecht och Paul Dessau       | Lars Gerhard Norberg        | Norrköping-Linköping stadsteater |
| 1977 | Amman                              | Romeo och Julia (The Tragedy of Romeo and Juliet) William Shakespeare                            | Hans Elfvin                 | Norrköping-Linköping stadsteater |
| 1980 | Gun                                | Fabriksflickorna, makten och härligheten Margareta Garpe och Suzanne Osten                       | Suzanne Osten               | Stockholms stadsteater           |
| 1980 | Mor Meller                         | Hoppla, vi lever! (Hoppla, wir leben!) Ernst Toller                                              | Fred Hjelm                  | Stockholms stadsteater           |
| 1981 | Rosa                               | Lördag, söndag, måndag (Sabato, domenica e lunedì) Eduardo De Filippo                            | Andris Blekte               | Stockholms stadsteater           |
| 1989 | Fräulein Schneider                 | Cabaret John Kander, Fred Ebb och Joe Masteroff                                                  | Georg Malvius               | Oscarsteatern                    |
| 2000 | Fästmön                            | Spöksonaten August Strindberg                                                                    | Ingmar Bergman              | Dramaten                         |

### Regi
| År   | Produktion                                 | Upphovsmän                                     | Teater                           |
| ---- | ------------------------------------------ | ---------------------------------------------- | -------------------------------- |
| 1973 | Om 7 flickor                               | Erik Torstensson                               | Norrköping-Linköping stadsteater |
| 1976 | Den röda draken The Tale of the Red Dragon | Alfred Bradley Översättning Lisa Genell-Harrie | Norrköping-Linköping stadsteater |

## Priser och utmärkelser
- 1951 – Folkparkernas stipendium
- 2009 – Festivalpris (hedersomnämnande i novellfilmstävlingen för Rosenhill)

## Bilder

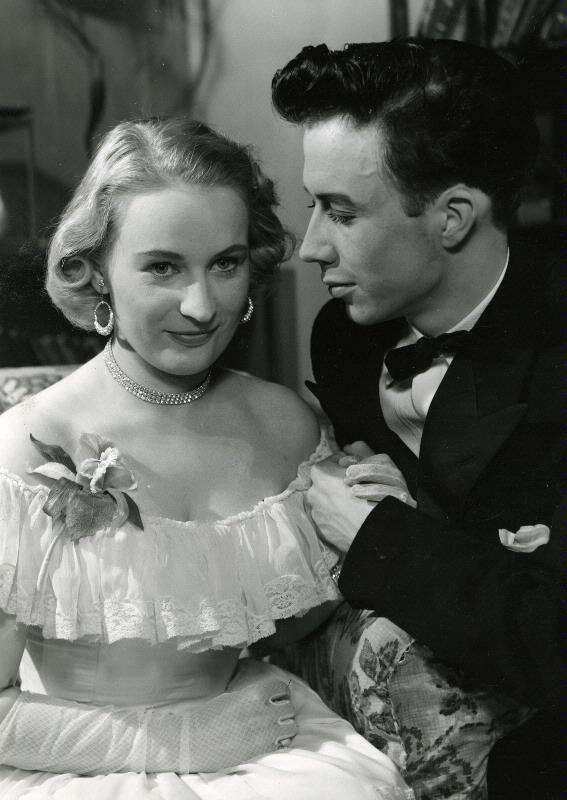
Margreth Weivers och Göte Fyhring i Koppla av på Helsingborgs stadsteater 1953.